# Johannes Doehring
Johannes Martin Doehring (* 16. September 1908 in Tiefensee, Ostpreußen; † 15. August 1997) war ein deutscher evangelischer Theologe.

## Leben
Er war ein Sohn des Berliner Dompredigers Bruno Doehring. Als Mitbegründer der evangelischen Akademiearbeit in Deutschland  leitete er die Evangelische Akademie Loccum ab 1946. Er wurde von 1961 bis 1973 erster Beauftragter der Evangelischen Kirchen im Rheinland, von Westfalen und Lippe bei Landtag und Landesregierung in NRW  und leitete das Evangelische Büro in Düsseldorf. Außerdem war er Mitbegründer der Evangelischen Aktionsgemeinschaft für Arbeiterfragen (AKFA), Präsident der Gesellschaft für sozialen Fortschritt in Bonn.

## Ehrungen
- Bundesverdienstkreuz 1. Klasse (5. November 1955)[1][2]
- Großes Bundesverdienstkreuz (30. Oktober 1970)[2]
- Verdienstorden des Landes Nordrhein-Westfalen (18. September 1986)[3]

## Publikationen
- Die Predigtweise Tholucks, entwicklungsgeschichtlich dargestellt und zeit- und geistesgeschichtlich eingeordnet. Inaugural-Dissertation. Berlin 1934.
- Gesellschaftspolitische Realitäten. Beiträge aus evangelischer Sicht – Gütersloh: Gütersloher Verlagshaus Gerd Mohn 1964
- Sozialpolitische Veröffentlichungen in der von ihm mit herausgegebenen Zeitschrift „Die Mitarbeit“ und Herausgeber der „Gesellschaftspolitischen Realitäten“ (1964)
- Kirche und Staat im Wandel der heutigen Gesellschaft in der Bundesrepublik in: "Kulturpolitik und Menschenbildung". Festschrift für Paul Luchtenberg.  Verlag Schmidt. Neustadt 1965.(S. 221–240).